# Rankin Inlet
Rankin Inlet (inuktitut Kangiqliniq lub Kangirliniq, „głęboka zatoka”) – miejscowość w Kanadzie, na Terytorium Nunavut, na półwyspie Kudlulik Peninsula, przy północno-zachodnim brzegu Zatoki Hudsona. Liczy 2577 mieszkańców (2011). Stolica Regionu Kivalliq.